# Scoparia sylvestris
Scoparia sylvestris là một loài bướm đêm trong họ Crambidae.